# Пулишич, Кристиан
Кри́стиан Ма́те Пу́лишич (англ. Christian Mate Pulisic; английское произношение: [pəˈlɪsɪk] — Кри́стиан Пули́сик; хорв. Kristijan Mate Pulišić, произношение:[krǐstijan mǎːte pǔːliːʃitɕ]; род. 18 сентября 1998, Херши, Пенсильвания) — американский футболист, вингер итальянского клуба «Милан» и национальной сборной США.

## Личная жизнь
Пулишич родился в Херши, штат Пенсильвания. Его отец Марк Пулишич был профессиональным игроком в шоубол и выступал за клуб «Харрисберг Хит» в 1990-е годы, а позже стал тренером. Родители с раннего детства поощряли его увлечение футболом. В возрасте 8 лет Кристиан с семьёй переехал в Детройт. Отец хотел отдать его в секцию мини-футбола, однако в Детройте подходящих площадок не нашлось. Тогда отец арендовал для сына баскетбольную площадку, которую переделал под футбольную. Когда из-за работы его матери им пришлось на год переехать в английский город Брэкли, Кристиан занимался в структуре местного футбольного клуба «Брэкли Таун». После возвращения домой Пулишич стал выступать за молодёжный клуб «Пи-эй Классикс», а также в своём подростковом возрасте иногда тренировался с местным профессиональным клубом «Харрисберг Сити Айлендерс».
Дед Пулишича по отцовской линии был хорватом, поэтому после переезда в Германию Кристиан подал заявление на получение хорватского гражданства, во избежание необходимости получения немецкой рабочей визы. С тех пор фамилия американца стала широко известна в Европе как Пулишич согласно нормам хорватского произношения. Но находясь в США, Кристиан просит называть его Пулисик, — именно так звучит его имя в английском языке.
У Пулишича есть двоюродный брат Уилл Пулишич, который тоже является футболистом и выступает на позиции вратаря. Он также как и Кристиан выступал за сборную США до 17 лет на юношеском чемпионате мира в Чили. В марте 2016 года было объявлено, что его двоюродный брат тоже перейдёт в академию «Боруссии».

## Клубная карьера

### «Боруссия Дортмунд»
4 января 2015 года дортмундская «Боруссия» подписала на тот момент 16-летнего Пулишича и отправила его в свою юношескую команду до 17 лет, а летом 2015 года перевела в команду до 19 лет. После того как Кристиан забил пять голов и сделал пять голевых передач в 11 играх за молодёжную «Боруссию», во время зимнего перерыва он был привлечён в основную команду.
Во время подготовки ко второй половине того сезона Пулишич играл вторые таймы в двух товарищеских матчах, в которых забил один гол. 24 января 2016 года, через день после того как он впервые попал в заявку на матч, Пулишич сыграл 90 минут в товарищеском матче против «Униона» из Берлина. В том матче Кристиан забил один гол, а «Боруссия» победила 3:1. Его дебют за первую команду «Боруссии» в Бундеслиге состоялся 30 января 2016 года в матче против «Ингольштадта», на 68 минуте матче он заменил Адриана Рамоса, «Боруссия» одержала победу со счётом 2:0.

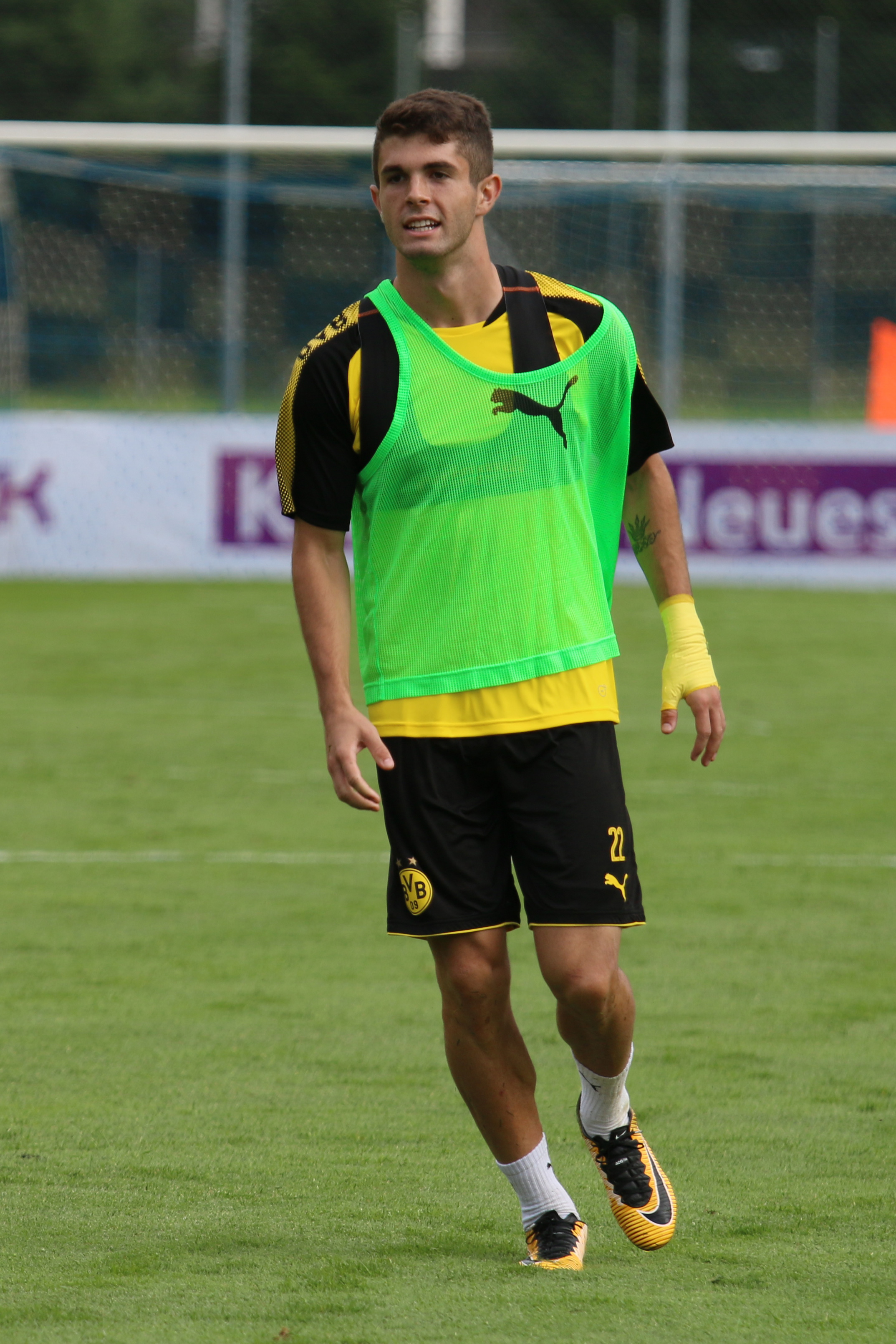
Пулишич в составе «Боруссии Дортмунд»

18 февраля он дебютировал в Лиге Европы, выйдя на замену во втором тайме победного матча с «Порту». 21 февраля 2016 года в матче против леверкузенского «Байера» Кристиан Пулишич впервые появился на поле в стартовом составе «Боруссии», отыграл тайм, и в перерыве был заменён на Марко Ройса. 17 апреля в 30-м туре Бундеслиги 2015/16 в матче против «Гамбурга» Кристиан забил свой дебютный гол за основную команду «Боруссии» и стал самым молодым иностранцем, поражавшим ворота в Бундеслиге. Неделю спустя, 23 апреля в матче против «Штутгарта» он забил свой второй мяч и стал самым молодым игроком, забившим 2 гола в Бундеслиге.
В сезоне 2016/17 Пулишич стал самым молодым игроком дортмундской «Боруссии», когда либо выходившим в матче Лиги чемпионов УЕФА. За день до своего дня рождения, 17 сентября, Пулишич забил свой первый гол в сезоне и отдал две голевые передачи в матче против «Дармштадта», в котором «Боруссия» одержала победу со счётом 6:0. В сентябрьском матче группового этапа Лиги чемпионов против мадридского «Реала» Пулишич вышел на замену во втором тайме и отдал голевую передачу на Андре Шюррле, позволив «Дортмунду» сравнять счёт.
23 января 2017 года Пулишич продлил свой контракт с «Боруссией» до 2020 года.
8 марта, в матче 1/8 финала Лиги чемпионов против «Бенфики», Пулишич забил свой первый гол в этом турнире и стал его самым молодым игроком, отличившимся забитым мячом в составе «шмелей» в Лиге чемпионов, на тот момент ему было 18 лет, 5 месяцев и 18 дней. 5 августа 2017 года Пулишич забил первый гол в своей команде в матче Суперкубка Германии против мюнхенской «Баварии», однако в основном и дополнительном времени матча не было выявлено победителя, и дортмундский клуб проиграл по исходу серии послематчевых пенальти.

### «Челси»
2 января 2019 года «Челси» объявил о подписании Кристиана Пулишича за 64 млн евро. По условиям соглашения между клубами, остаток сезона 2018/19 вингер проводил на правах аренды в дортмундской «Боруссии», а по его окончании завершил свой переход в стан «синих». Пулишич стал самым дорогим американским футболистом за всю историю, занял второе место в списке самых дорогостоящих продаж дортмундской «Боруссии», уступив лишь французскому вингеру Усману Дембеле, за которого было заплачено 105 млн евро летом 2017 года и стал третьим в списке самых дорогостоящих трансферов «Челси», большую сумму заплатили только за вратаря «Атлетик Бильбао» Кепу Аррисабалагу и нападающего мадридского «Реала» Альваро Морату. 21 мая 2019 года «Челси» официально представил Пулишича. 11 августа 2019 года в матче против «Манчестер Юнайтед» Кристиан дебютировал в английской Премьер-лиге. 26 октября 2019 года в выездном матче против «Бернли» Пулишич забил свои первые голы за «Челси», оформив первый хет-трик в карьере.
Стал первым американским футболистом, сыгравшим в финале Лиги чемпионов УЕФА, а также выигравшим его.

### «Милан»
13 июля 2023 года Пулишич подписал четырёхлетний контракт с «Миланом» из Серии A и получил номер 11, который ранее использовал Златан Ибрагимович. Сумма трансфера составила около 20 млн евро. 23 июля, во время предсезонных товарищеских игр, Пулишич отдал голевую передачу на Фикайо Томори в игре с «Реалом», а 8 августа поразил ворота футбольного клуба «Монца». 21 августа, в первом туре Серии A, он отметился первым голом в составе итальянского клуба в матче с «Болоньей», что позволило ему стать первым американцем, забивавшим в 3 их 5 лучших лигах Европы. В следующем матче с «Торино» Пулишич снова поразил ворота соперника. Он был признан лучшим игроком «Милана» по итогам августа. В своём дебютном сезоне Пулишич провёл за «Милан» 50 матчей, забил 15 мячей и отдал 11 ассистов.

## Карьера в сборной
Кристиан Пулишич выступал за юношеские сборные США до 15 и до 17 лет. В 2015 году Кристиан был капитаном американской сборной до 17 лет на юношеском чемпионате мира в Чили, где он забил один гол и сделал одну голевую передачу в трёх матчах. В общей сложности за два года, проведённые в юношеской сборной до 17 лет, Пулишич забил 20 голов в 34 матчах.
27 марта 2016 года Пулишич впервые был вызван в главную сборную США для участия в отборочном матче чемпионата мира 2018 против сборной Гватемалы. 29 марта 2016 года он дебютировал за сборную в этом матче, заменив на 81-й минуте Грэма Зуси и таким образом став самым молодым игроком в истории команды, принимавшим участие в отборочных матчах к чемпионату мира. 28 мая 2016 года в товарищеском матче против сборной Боливии Пулишич на 63-й минуте вышел на замену и уже через пять минут забил гол, который сделал его самым молодым автором гола в истории сборной США.
Пулишич был включён в состав сборной США на Кубок Америки 2016. 2 сентября 2016 года в отборочном матче к чемпионату мира 2018 года в России против сборной Сент-Винсента и Гренадин Пулишич забил два гола, что сделало его самым молодым американцем, который забивал гол в отборе на чемпионат мира. 8 июня 2017 года Пулишич забил оба гола своей команды в матче против сборной Тринидада и Тобаго. По итогам квалификации, Пулишич стал лучшим бомбардиром своей сборной, имея в своём активе пять мячей, но сборная США всё равно не попала на турнир.
Пулишич был включён в состав сборной США на Золотой кубок КОНКАКАФ 2019. Во втором матче против сборной Тринидада и Тобаго забил гол, а США победила со счётом 6:0. В полуфинальном матче против сборной Ямайки забил два гола, а команда одолела соперника со счётом 3:1. Он был признан лучшим молодым игроком турнира.
Был включён в состав сборной на чемпионат мира 2022. 29 ноября 2022 года в матче групповой стадии против сборной Ирана забил гол, принёсший сборной США победу с минимальным счётом.

## Статистика

### Клубная статистика
| Выступление         | Выступление      | Выступление      | Лига | Лига | Кубок | Кубок | Еврокубки | Еврокубки | Остальные | Остальные | Итого | Итого |
| Клуб                | Лига             | Сезон            | Игры | Голы | Игры  | Голы  | Игры      | Голы      | Игры      | Голы      | Игры  | Голы  |
| ------------------- | ---------------- | ---------------- | ---- | ---- | ----- | ----- | --------- | --------- | --------- | --------- | ----- | ----- |
| Боруссия (Дортмунд) | Бундеслига       | 2015/16          | 9    | 2    | 0     | 0     | 3         | 0         | —         | —         | 12    | 2     |
| Боруссия (Дортмунд) | Бундеслига       | 2016/17          | 29   | 3    | 4     | 1     | 10        | 1         | —         | —         | 43    | 5     |
| Боруссия (Дортмунд) | Бундеслига       | 2017/18          | 32   | 4    | 1     | 0     | 8         | 0         | 1         | 1         | 42    | 5     |
| Боруссия (Дортмунд) | Бундеслига       | 2018/19          | 20   | 4    | 3     | 2     | 7         | 1         | —         | —         | 30    | 7     |
| Боруссия (Дортмунд) | Итого            | Итого            | 90   | 13   | 8     | 3     | 28        | 2         | 1         | 1         | 127   | 19    |
| Челси               | Премьер-лига     | 2019/20          | 25   | 9    | 2     | 1     | 4         | 1         | 3         | 0         | 34    | 11    |
| Челси               | Премьер-лига     | 2020/21          | 27   | 4    | 6     | 0     | 10        | 2         | —         | —         | 43    | 6     |
| Челси               | Премьер-лига     | 2021/22          | 22   | 6    | 4     | 0     | 7         | 2         | 5         | 0         | 38    | 8     |
| Челси               | Премьер-лига     | 2022/23          | 24   | 1    | 0     | 0     | 5         | 0         | 1         | 0         | 30    | 1     |
| Челси               | Итого            | Итого            | 98   | 20   | 12    | 1     | 26        | 5         | 9         | 0         | 145   | 26    |
| Милан               | Серия A          | 2023/24          | 36   | 12   | 2     | 0     | 12        | 3         | —         | —         | 50    | 15    |
| Милан               | Серия A          | 2024/25          | 34   | 11   | 5     | 0     | 9         | 4         | 2         | 2         | 50    | 17    |
| Милан               | Итого            | Итого            | 70   | 23   | 7     | 0     | 21        | 7         | 2         | 2         | 100   | 32    |
| Всего за карьеру    | Всего за карьеру | Всего за карьеру | 258  | 56   | 27    | 4     | 75        | 14        | 12        | 3         | 372   | 77    |

1. ↑  В графу «Еврокубки» входят игры и голы в Лиге чемпионов УЕФА и Лиге Европы УЕФА.
2. ↑  В графу «Остальные» входят игры и голы в кубках лиги, суперкубках и Суперкубке УЕФА.

### Статистика за сборную
| Сборная | Год   | Игры | Голы |
| ------- | ----- | ---- | ---- |
| США     | 2016  | 11   | 3    |
| США     | 2017  | 9    | 6    |
| США     | 2018  | 3    | 0    |
| США     | 2019  | 11   | 5    |
| США     | 2021  | 8    | 3    |
| США     | 2022  | 14   | 5    |
| США     | 2023  | 8    | 6    |
| Всего   | Всего | 64   | 28   |

Голы за сборную
| №  | Дата            | Место                                                   | Соперник                 | Голы | Счёт | Турнир                          |
| -- | --------------- | ------------------------------------------------------- | ------------------------ | ---- | ---- | ------------------------------- |
| 1  | 28 мая 2016     | Чилдренс Мёрси Парк, Канзас-Сити, США                   | Боливия                  | 4:0  | 4:0  | Товарищеский матч               |
| 2  | 2 сентября 2016 | Арнос Вейл Стэдиум, Кингстаун, Сент-Винсент и Гренадины | Сент-Винсент и Гренадины | 4:0  | 6:0  | Отборочный матч ЧМ-2018         |
| 3  | 2 сентября 2016 | Арнос Вейл Стэдиум, Кингстаун, Сент-Винсент и Гренадины | Сент-Винсент и Гренадины | 6:0  | 6:0  | Отборочный матч ЧМ-2018         |
| 4  | 24 марта 2017   | Авайя Стэдиум, Сан-Хосе, США                            | Гондурас                 | 4:0  | 6:0  | Отборочный матч ЧМ-2018         |
| 5  | 3 июня 2017     | Рио Тинто Стэдиум, Санди, США                           | Венесуэла                | 1:1  | 1:1  | Товарищеский матч               |
| 6  | 8 июня 2017     | Дикс Спортинг Гудс Парк, Денвер, США                    | Тринидад и Тобаго        | 1:0  | 2:0  | Отборочный матч ЧМ-2018         |
| 7  | 8 июня 2017     | Дикс Спортинг Гудс Парк, Денвер, США                    | Тринидад и Тобаго        | 2:0  | 2:0  | Отборочный матч ЧМ-2018         |
| 8  | 6 октября 2017  | Орландо Сити Стэдиум, Орландо, США                      | Панама                   | 1:0  | 4:0  | Отборочный матч ЧМ-2018         |
| 9  | 10 октября 2017 | Ато Болдон Стэдиум, Кува, Тринидад и Тобаго             | Тринидад и Тобаго        | 1:2  | 1:2  | Отборочный матч ЧМ-2018         |
| 10 | 26 марта 2019   | Би-би-ви-эй Компасс Стэдиум, Хьюстон, США               | Чили                     | 1:0  | 1:1  | Товарищеский матч               |
| 11 | 22 июня 2019    | Фёрст-Энерджи Стэдиум, Кливленд, США                    | Тринидад и Тобаго        | 4:0  | 6:0  | Золотой кубок КОНКАКАФ 2019     |
| 12 | 3 июля 2019     | Ниссан Стэдиум, Нашвилл, США                            | Ямайка                   | 2:0  | 3:1  | Золотой кубок КОНКАКАФ 2019     |
| 13 | 3 июля 2019     | Ниссан Стэдиум, Нашвилл, США                            | Ямайка                   | 3:1  | 3:1  | Золотой кубок КОНКАКАФ 2019     |
| 14 | 11 октября 2019 | Ауди Филд, Вашингтон, США                               | Куба                     | 7:0  | 7:0  | Лига наций КОНКАКАФ 2019/20     |
| 15 | 28 марта 2021   | Уиндзор Парк, Белфаст, Северная Ирландия                | Северная Ирландия        | 2:0  | 2:1  | Товарищеский матч               |
| 16 | 6 июня 2021     | Эмпауэр Филд эт Майл Хай, Денвер, США                   | Мексика                  | 3:3  | 3:2  | Финалы Лиги наций КОНКАКАФ 2021 |
| 17 | 12 ноября 2021  | Ти-кью-эл Стэдиум, Цинциннати, США                      | Мексика                  | 1:0  | 2:0  | Отборочный матч ЧМ-2022         |
| 18 | 2 февраля 2022  | Аллианц Филд, Сент-Пол, США                             | Гондурас                 | 3:0  | 3:0  | Отборочный матч ЧМ-2022         |
| 19 | 27 марта 2022   | Эксплория Стэдиум, Орландо, США                         | Панама                   | 1:0  | 5:1  | Отборочный матч ЧМ-2022         |
| 20 | 27 марта 2022   | Эксплория Стэдиум, Орландо, США                         | Панама                   | 4:0  | 5:1  | Отборочный матч ЧМ-2022         |
| 21 | 27 марта 2022   | Эксплория Стэдиум, Орландо, США                         | Панама                   | 5:0  | 5:1  | Отборочный матч ЧМ-2022         |
| 22 | 29 ноября 2022  | Эль-Тумама, Доха, Катар                                 | Иран                     | 1:0  | 1:0  | Чемпионат мира 2022             |
| 23 | 24 марта 2023   | Кирани Джеймс Атлетик Стэдиум, Сент-Джорджес, Гренада   | Гренада                  | 5:1  | 7:1  | Лига наций КОНКАКАФ 2022/23     |
| 24 | 15 июня 2023    | Аллиджиент Стэдиум, Парадайс, США                       | Мексика                  | 1:0  | 3:0  | Финалы Лиги наций КОНКАКАФ 2023 |
| 25 | 15 июня 2023    | Аллиджиент Стэдиум, Парадайс, США                       | Мексика                  | 2:0  | 3:0  | Финалы Лиги наций КОНКАКАФ 2023 |
| 26 | 9 сентября 2023 | Ситипарк, Сент-Луис, США                                | Узбекистан               | 3:0  | 3:0  | Товарищеский матч               |
| 27 | 14 октября 2023 | Пратт энд Уитни Стэдиум, Ист-Хартфорд, США              | Германия                 | 1:0  | 1:3  | Товарищеский матч               |
| 28 | 17 октября 2023 | Джиодис Парк, Нашвилл, США                              | Гана                     | 2:0  | 4:0  | Товарищеский матч               |

## Достижения

### Командные
«Боруссия»
- Обладатель Кубка Германии: 2016/17

«Челси» 
- Победитель Лиги чемпионов УЕФА: 2020/21
- Обладатель Суперкубка УЕФА: 2021
- Победитель Клубного чемпионата мира: 2021

«Милан»
- Обладатель Суперкубка Италии: 2024

Сборная США
- Победитель Лиги наций КОНКАКАФ (3): 2019/20[66], 2022/23[67], 2023/24

### Личные
- Молодой футболист года в США: 2016[68]
- Футболист года в США (3): 2017[69], 2019[70], 2021[71]
- Лучший молодой игрок Золотого кубка КОНКАКАФ: 2019
- Член символической сборной Золотого кубка КОНКАКАФ: 2019[72]
- Лучший игрок Лиги наций КОНКАКАФ: 2022/23[73]
- Член символической сборной финала четырёх Лиги наций КОНКАКАФ (2): 2021, 2023[74]
- Лучший игрок месяца Серии А: декабрь 2023[75]

### Рекорды
- Самый молодой игрок в истории сборной США, принимавший участие в отборе к ЧМ (17 лет 197 дней)[9]
- Самый молодой иностранец, забивший гол в Бундеслиге (17 лет 212 дней)[76]
- Самый молодой игрок, забивший 2 гола в Бундеслиге (17 лет 218 дней)[77]
- Самый молодой автор гола в истории сборной США (17 лет 253 дней)[78]
- Самый молодой американец, забивавший гол в отборе на чемпионат мира (17 лет и 349 дней)[50]
- Самый молодой игрок, признанный футболистом года в США (19 лет)[69]
- Первый американский футболист, сыгравший в финале Лиги чемпионов УЕФА, а также выигравший его.